# エスタディオ・ラモン・サンチェス・ピスフアン
エスタディオ・ラモン・サンチェス・ピスフアン（スペイン語: Estadio Ramón Sánchez Pizjuán, [esˈtaðjo raˈmon ˈsantʃeθ piθˈxwan]）は、スペイン・セビリアのサッカー専用スタジアム。セビージャFCのホームスタジアムとして使用される。収容人数は45,500人。

## 歴史
1937年、当時セビージャFCの会長を務めていたラモン・サンチェス・ピスフアンがスタジアム建設予定地を購入し、1954年の設計コンペを経て、エスタディオ・サンティアゴ・ベルナベウの設計も担当したマヌエル・ムニョス・モナステイロ氏のデザインが採用された。1956年12月2日、新スタジアムの建設工事がスタートすると、2年後の1958年夏にほぼ全ての工程が完了し、エスタディオ・ラモン・サンチェス・ピスフアン (Estadio Ramón Sánchez Pizjuán)と命名された。
1958年9月7日、セビージャFC対レアル・ハエンとの親善試合でこけら落しとなった。スタジアム初の公式戦は、こけら落しから2週間後に行われたレアル・ベティスとのアンダルシア・ダービーであり、初ゴールはベティスのルイス・デル・ソルが挙げた。
1958年に完成して以来、セビージャFCがホームスタジアムとして使用している。スタジアム名はセビージャFCの元会長ラモン・サンチェス・ピスフアンに因む。
スペイン代表には、このスタジアムで行われた試合には一度も負けた事がないという「伝説」がある。
スペインで開催された1982年FIFAワールドカップでは、グループリーグのブラジル対ソビエト連邦、準決勝の西ドイツ対フランスの2試合が行われた。1986年のUEFAチャンピオンズカップでは決勝戦会場に使用された。
2022年5月にはUEFAヨーロッパリーグ 2021-22決勝を開催した。

## 開催された主な試合
- 1982 FIFAワールドカップ

| 日付          | ホームチーム | 結果        | アウェーチーム | ラウンド         |
| ------------- | ------------ | ----------- | -------------- | ---------------- |
| 1982年6月14日 | ブラジル     | 2-1         | ソビエト連邦   | グループステージ |
| 1982年7月8日  | 西ドイツ     | 3-3 (5-4 p) | フランス       | 準決勝           |

- 国際大会

| 日付          | ホームチーム                   | 結果        | アウェーチーム | 大会                                |
| ------------- | ------------------------------ | ----------- | -------------- | ----------------------------------- |
| 1986年5月7日  | ステアウア・ブカレスト         | 0-0 2-0 p)  | FCバルセロナ   | UEFAチャンピオンズカップ1985-86決勝 |
| 2022年5月18日 | アイントラハト・フランクフルト | 1-1 (5-4 p) | レンジャーズFC | UEFAヨーロッパリーグ2021-22決勝     |

## アクセス
- 地下鉄
  - セビリア・メトロ1号線ネルビオン駅より徒歩3分

## ギャラリー

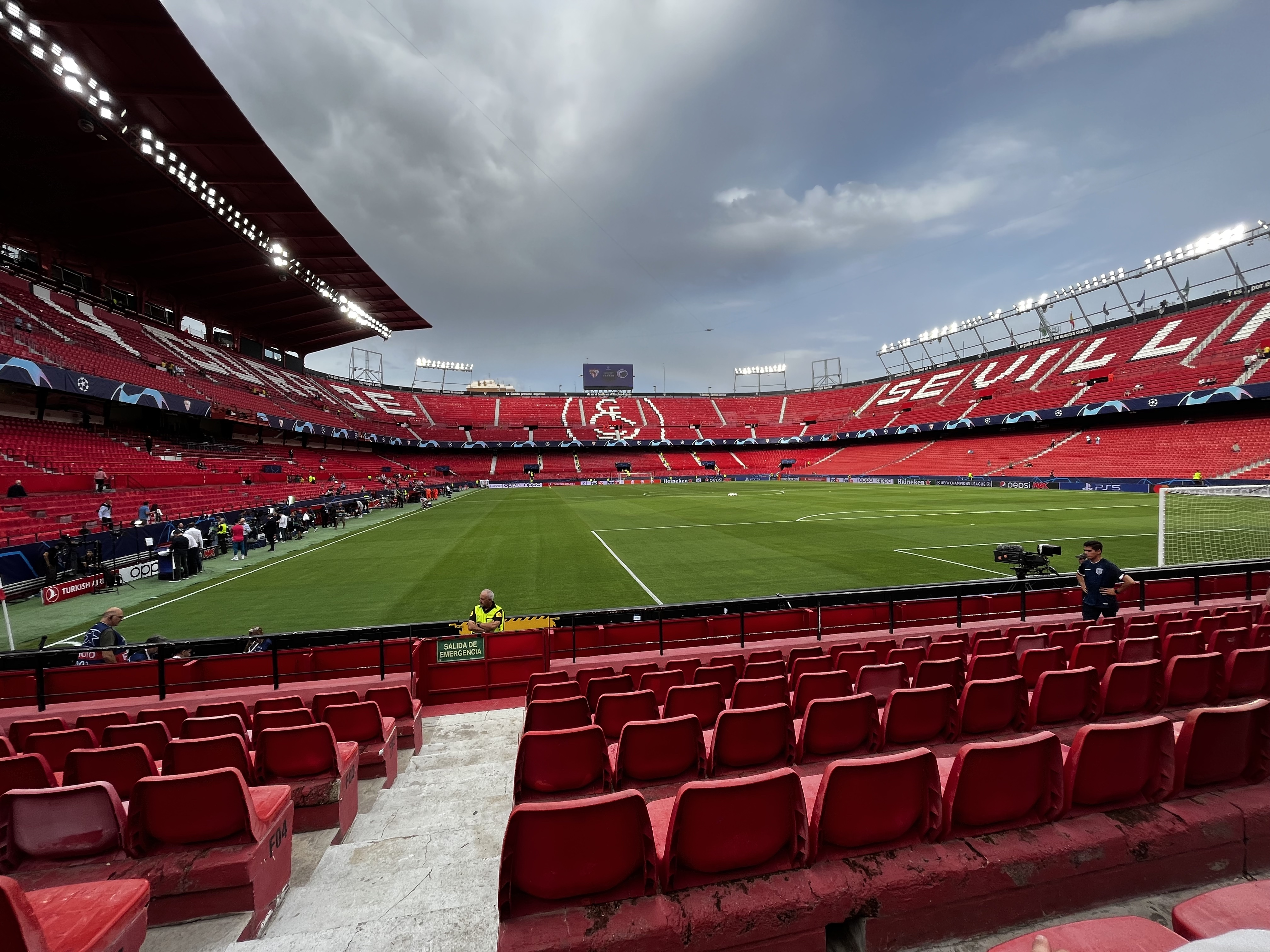
2022年のスタジアム
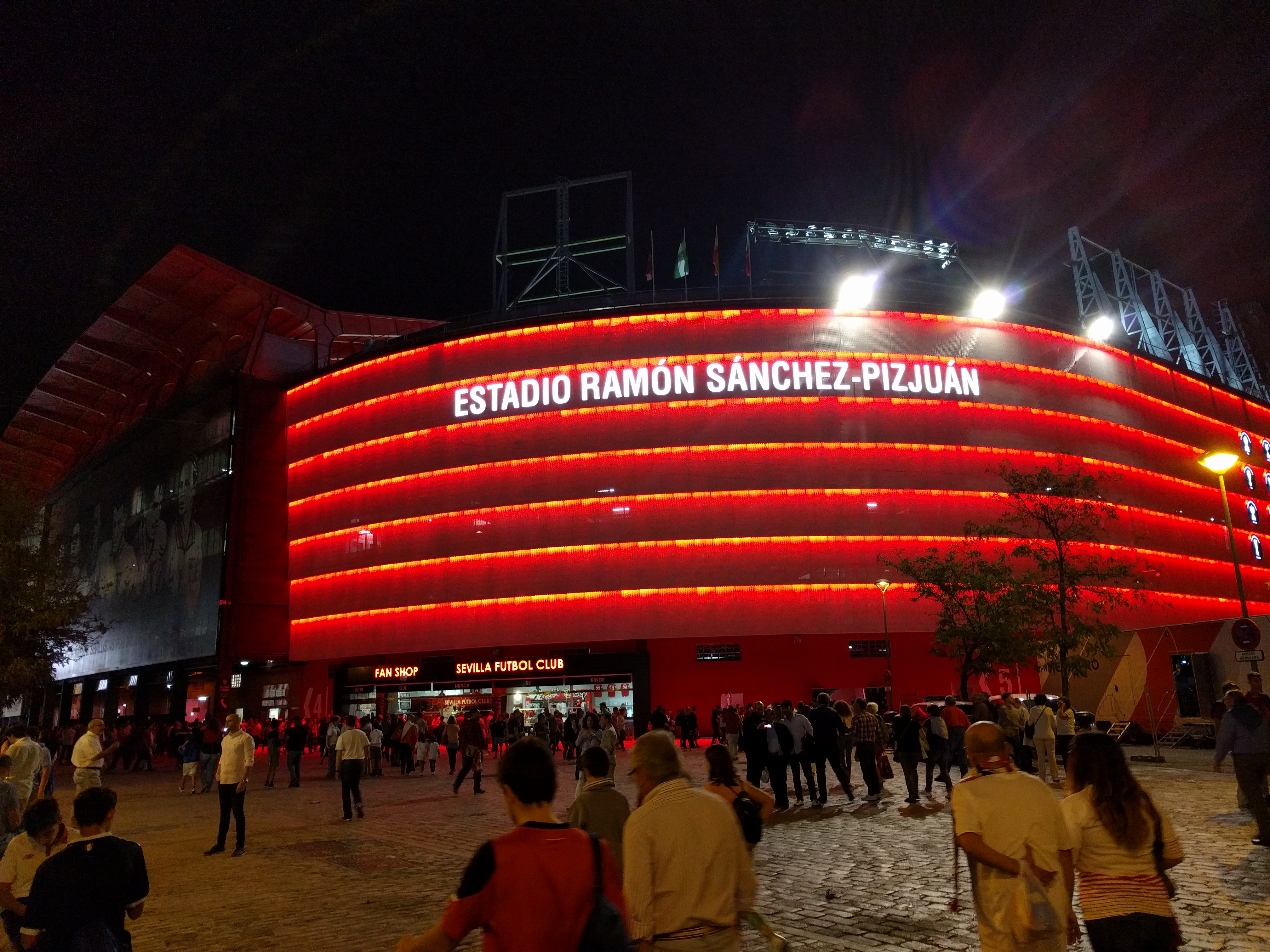
外観
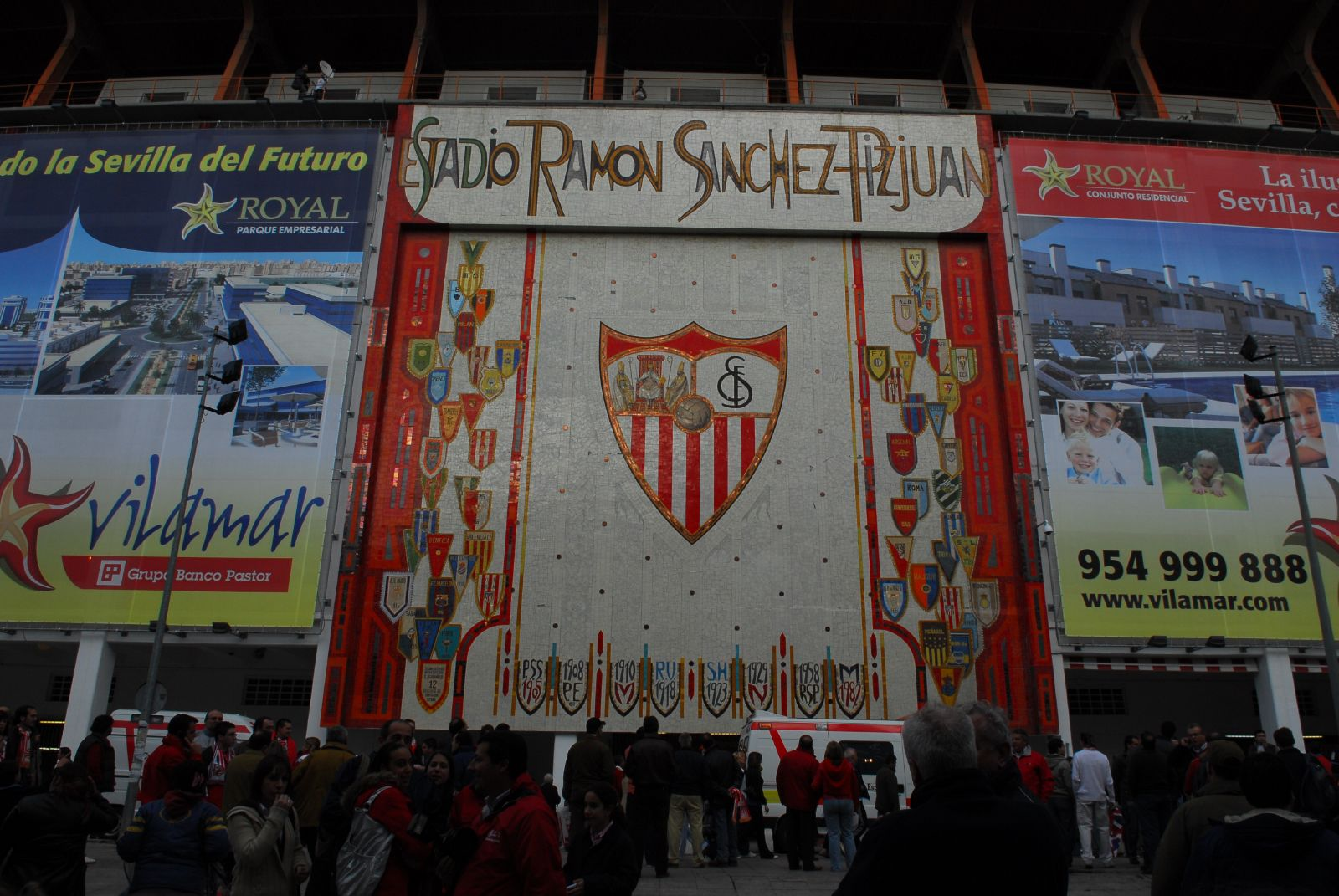
正面入り口
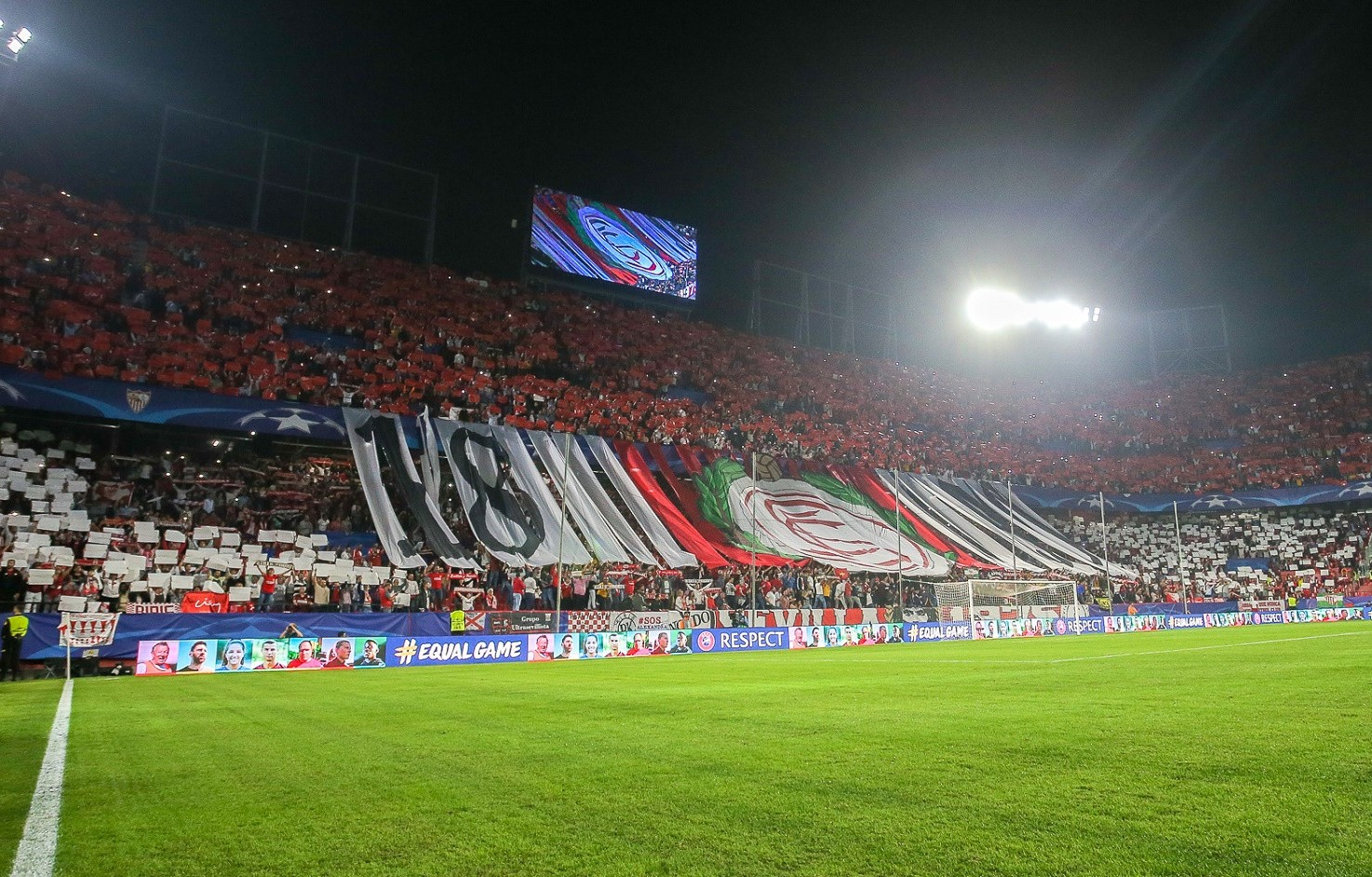
試合前のスタジアム
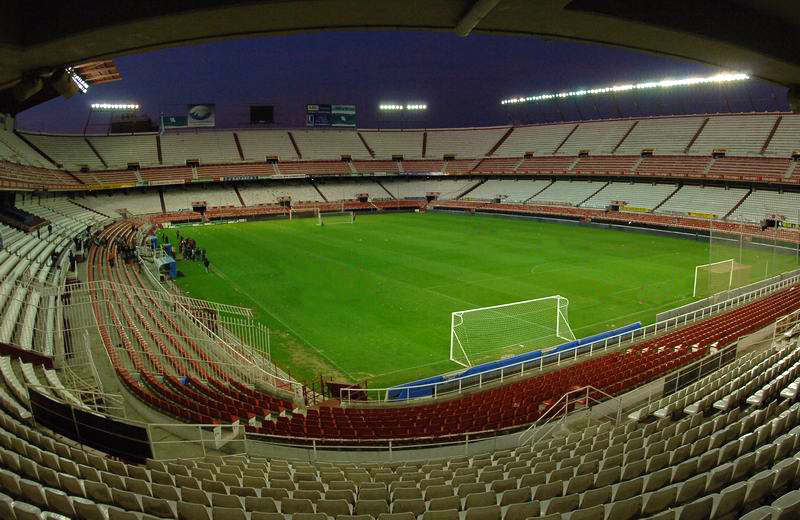
2008年のスタジアム